# Gare de Pitäjänmäki
La gare de Pitäjänmäki (en finnois : Pitäjänmäen rautatieasema, en suédois : Sockenbacka järnvägsstation) est une gare ferroviaire du transport ferroviaire de la banlieue d'Helsinki située dans le quartier Pitäjänmäki d'Helsinki en Finlande.

## Situation ferroviaire
La gare est à 8,0 kilomètres de la gare centrale d'Helsinki entre la gare de Valimo et la gare de Mäkkylä.

## Service des voyageurs
La gare est desservie par les trains de banlieue A et L.